# Lost Planet: Extreme Condition
Lost Planet: Extreme Condition — компьютерная игра в жанре шутер от третьего лица, разработанная и опубликованная Capcom для Xbox 360, Microsoft Windows и PlayStation 3. Игра была выпущена на Xbox 360 в Японии в декабре 2006 года, в Северной Америке и PAL регионах в январе 2007 года, на ПК в Северной Америке и PAL-регионах в июне 2007 года, и на PlayStation 3 во всем мире в феврале 2008 года.
Версии Lost Planet для PlayStation 3 и Microsoft Windows получили разные отзывы, но версия для Xbox 360 получила позитивные отзывы. Продано более миллиона копий по всему миру на апрель 2007 года. В мае 2008 года вышло «золотое» издание игры под названием Lost Planet: Colonies. Продолжение Lost Planet 2 было объявлено в феврале 2009 года и поступило в продажу в мае 2010 года.

## Геймплей
Игрок управляет главным персонажем игры с видом от третьего лица. Игрок может переключаться между видом от первого лица и видом от третьего лица в любой момент. Игрок может путешествовать пешком или ездить на различных механизированных костюмах, называемых бронекостюмами. Бронекостюм несёт тяжелое вооружение, такое как пулемёт Гатлинга и ракетные пусковые установки. Можно подобрать оружие, которое лежит на земле, и вести огонь из разного оружия одновременно. Передвигаясь пешком, игроки могут использовать крюк, чтобы добраться до труднодоступных мест, или подключить к бронекостюму и захватить его. Вождение бронекостюма и использование некоторых видов оружия требует тепловой энергии. Кроме того, холодная температура планеты постоянно уменьшает уровень тепловой энергии игрока. Игрок может пополнять свой уровень тепловой энергии, побеждая врагов или активируя посты передачи данных. Посты передачи данных также позволяют игроку использовать их навигационные радары, чтобы увидеть приближающихся врагов. Каждый из 11 уровней сопровождается боссом, который может быть либо врагом в бронекостюме, либо большим Акридом.

### Мультиплеер
Мультиплеер через интернет также требует от игроков следить за уровнем тепловой энергии, но здесь, когда энергия заканчивается, это не приводит к смерти игрока. Вместо этого игрок не может использовать бронекостюм или огнестрельное оружие, которое требует тепловой энергии. Мультиплеер состоит из четырёх режимов: Ликвидация, Командная ликвидация, Захват поста и Беглец. Игроки получают очки, убивая других игроков и активируя посты передачи данных, и они теряют очки при смерти или совершении самоубийства. Захват поста — это режим, в котором игроки противоположной команды соревнуются, чтобы захватить как можно больше постов передачи данных до того, как истечет установленное время. Командная ликвидация представляет собой соревнование по уничтожению вражеских команд, максимально может участвовать 16 игроков. Ликвидация — это режим Deathmatch опять-таки на 16 игроков. Беглец — это режим игры, где один человек помечается как беглец, а другие пытаются забрать все очки беглеца до того, как иссякнет время

## Сюжет игры

### Место действия
Событие игры Lost Planet происходит в Т. С.-80 году, когда условия для проживания на Земле для человека стали невозможны. Мегакорпорация Neo-Venus Construction (NEVEC) планирует колонизировать E.D.N. III. Прибыв на планету, NEVEC обнаруживает инопланетную расу, впоследствии названной Акрид, и вынуждена мгновенно отказаться от колонизации планеты. Возвратившись на E.D.N. III с армией, готовой к битве, они обнаруживают, что Акриды содержат тепловые источники энергии (T-ENG), которая необходима, чтобы выжить на планете. NEVEC строит первый бронекостюм (VS), который работает на T-ENG, для борьбы с Акридами. Между тем, гражданские колонисты и военнослужащие, называющие себя «снежными пиратами», продолжают искать выход из их кочевого образа жизни, собирая T-ENG от уничтоженных Акридов.

### Краткий обзор
Игра начинается с того, что главный герой игры Уэйн (Вэйн) Холден, его отец Гейл и их солдаты получают задание убить гигантского Акрида, известного как Зелёный глаз. Во время миссии герой отделяется от своей команды и видит, как взрывается бронекостюм отца.
Уэйн брошен в снегах и пролежал под снегом в анабиозе 30 лет. Он просыпается и обнаруживает, что находится под присмотром Юрия Золотова и его экипажа: снежных пиратов Луки и Рика. Кроме его имени и Зелёного глаза, Уэйн ничего не помнит о своей прошлой жизни. Юрий особенно заинтересован в тепловом расширении (или Гармонизаторе), прикрепленном к руке Уэйна, который позволил ему пережить всё это время. Юрий говорит Уэйну, что NEVEC работает над проектом, направленным на оттаяние планеты, чтобы сделать её безопасной, чтобы на ней была жизнь. Уэйн присоединяется к группе Юрия, и во время выполнения задания по уничтожению улья Акридов дерётся с женщиной по имени Бэзил. Бэзил говорит ему, что Юрий убил её мужа и что она хочет отомстить. В то же время, Юрий таинственно исчезает, оставляя Уэйну вопрос о доверии к нему. С помощью Рика и Луки Уэйн обнаруживает местонахождение Зелёного глаза и уничтожает его с помощью бронекостюма своего отца Гейла. Вскоре после того, Уэйн и его бронекостюм оказываются атакованы полевым командиром NEVEC Бандеро. После побега от атаки Уэйн вспоминает, что его отца убил не Зелёный глаз, а Бандеро и несколько солдат NEVEC. Уэйн едва спасается, только чтобы узнать, что их пиратская крепость (трейлер) был осажден и что Рик был взят в плен.
В течение следующего года Уэйн и Лука совершают военные рейды на NEVEC, которая взяла контроль над всем человечеством на планете. Во время одной из своих атак они обнаруживают, что Рик всё ещё жив благодаря помощи Бэзил. Бэзил и Уэйн берут в заложники солдата NEVEC по имени Джо. После этого Бэзил объясняет, что Гармонизатор замедляет процесс старения и усиливает действие бронекостюма Гейла. После того как они допросили Джо, они узнают больше о NEVEC-овском проекте «Фронтир». Джо говорит им, что это план NEVEC, чтобы сделать E.D.N. III безопасным местом для проживания людей. После вступления в ряды снежных пиратов Джо организует Уэйну встречу с руководством NEVEC и невольно приводит к засаде, где Бандеро стреляет Уэйну в ногу. Во время противостояния Уэйн и Джо узнают, что проект будет использовать T-ENG, чтобы уничтожить всех Акридов, но это также убьёт всех людей на поверхности, а все члены NEVEC будут наблюдать за этим в безопасности из космоса. Напуганные пираты продолжают последнюю миссию с целью остановить проект. Уэйн противостоит Бандеро и убивает его, возвращая перестроенный бронекостюм отца. Уэйн находит Юрия умирающим от пыток, Юрий даёт Уэйну приложение к его Гармонизатору, которое позволило бы ему открыть истинную силу своего бронекостюма.
В то время как Уэйн начинает свою атаку на начальство NEVEC — командира Айзенберга, Бэзил жертвует собой, чтобы выиграть для него время, и Джо отправляется устанавливать взрывчатку, чтобы уничтожить лифт, в котором NEVEC хотела спрятаться. Уэйн сражается с Айзенбергом и после боевых действий в бронекостюмах всаживает одну пулю ему в голову из пистолета, затем падает в обморок и снова теряет память. Уэйн просыпается и обнаруживает Луку и Рика и начало таяния снега и льда на планете, а также медленную колонизацию планеты, которая начинается ещё раз.

## Отзывы
| Сводный рейтинг | Сводный рейтинг | Сводный рейтинг | Сводный рейтинг |
| Издание         | Оценка          | Оценка          | Оценка          |
| Издание         | PC              | PS3             | Xbox 360        |
| --------------- | --------------- | --------------- | --------------- |
| GameRankings    | 67,00 %         | 70,19 %         | 78,56 %         |

| Сводный рейтинг | Сводный рейтинг |
| Агрегатор       | Оценка          |
| --------------- | --------------- |
| GameRankings    | 77,98 %         |